# Deorbitazione della Mir
La deorbitazione della Mir è stata il rientro atmosferico controllato della stazione spaziale modulare russa Mir, avvenuto il 23 marzo 2001. I componenti principali erano di età compresa tra i 5 e i 15 anni e comprendevano il modulo Mir Core, Kvant-1, Kvant-2, Kristall, Spektr, Priroda e il modulo di aggancio. Sebbene la Russia fosse ottimista riguardo al futuro della Mir, gli impegni del paese verso il progetto della Stazione spaziale internazionale non consentirono ulteriori finanziamenti per suo sostegno.
La deorbitazione era pianificata in tre fasi. La prima fase consisteva nell'aspettare che la resistenza atmosferica facesse decadere l'orbita a una media di 220 chilometri (140 mi) di altitudine, questo avvenne con l'aggancio del Progress M1-5. La seconda fase consisteva nel trasferimento della stazione in un'orbita di 165 per 220 chilometri (103 mi × 137 mi). Ciò è stato effettuato con due accensioni dei motori di controllo del Progress M1-5 alle 00:32 UTC e 02:01 UTC il 23 marzo 2001. Dopo una pausa di due orbite, la terza ed ultima fase della deorbitazione della Mir è iniziata con l'accensione dei motori di controllo e del motore principale del Progress M1-5 alle 05:08 UTC, per una durata di poco più di 22 minuti. Il rientro atmosferico a 100 chilometri di altitudine (62 miglia) è avvenuto alle 05:44 UTC vicino a Nadi, Figi.

## Contesto

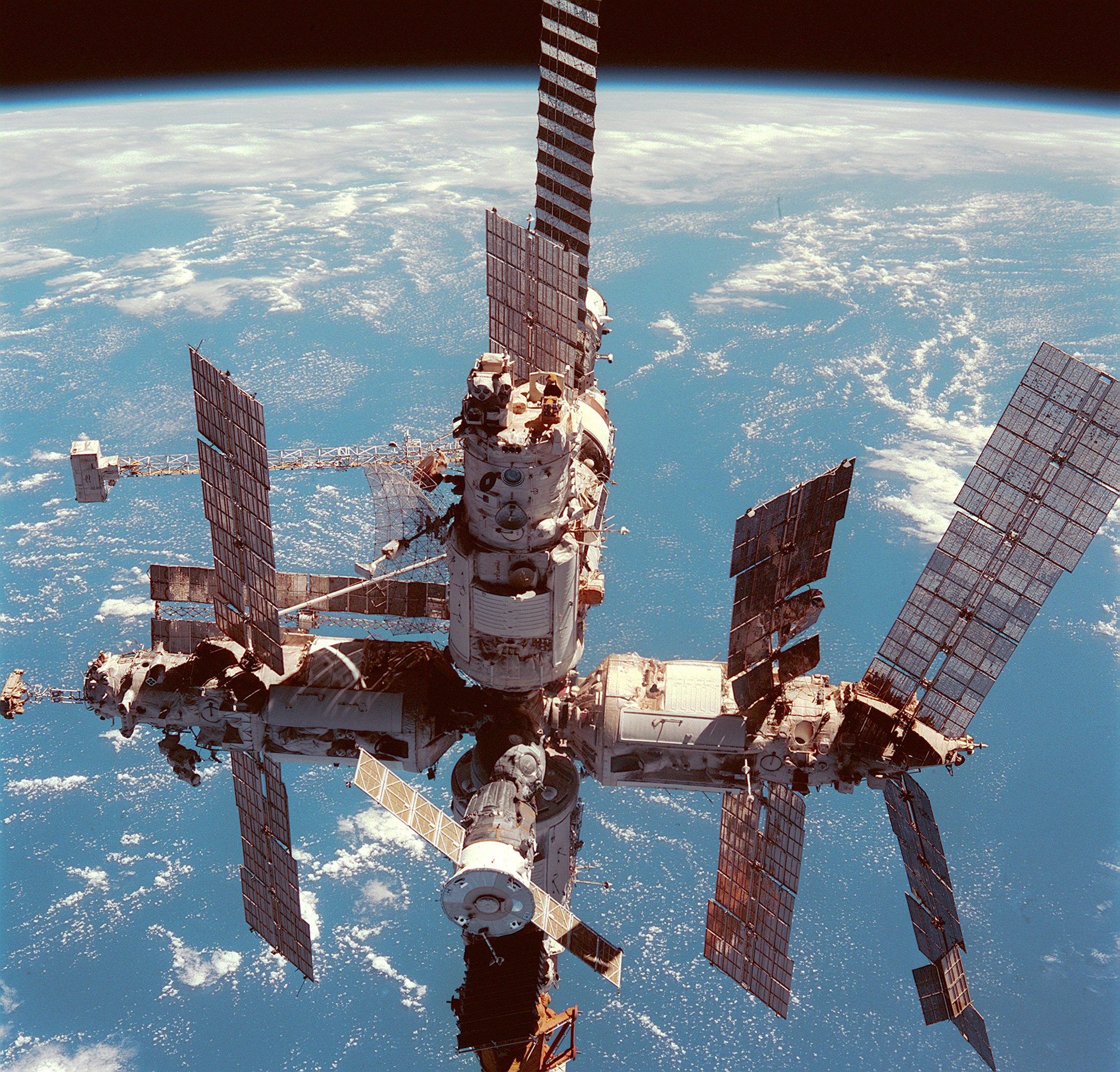
La Mir tre anni prima della deorbitazione.

Nel 1998, dopo l'inizio della costruzione della Stazione spaziale internazionale, le risorse russe sono state divise tra le due stazioni. Nel 2000, Rosaviakosmos ha firmato un accordo con MirCorp per l'affitto della stazione ad uso commerciale, attraverso la missione Soyuz TM-30, volta a preparare la stazione per un uso futuro e condurre alcune ricerche commerciali, cominciando nello stesso anno. Questo doveva dar seguito a più missioni, compresi i voli con i turisti spaziali. Dato che il governo russo era preoccupato per la capacità di MirCorp di finanziare queste missioni, Rosaviakosmos decise di non finanziare più la stazione Mir.
Nel novembre 2000, Rosaviakosmos ha deciso di deorbitare la Mir, e il mese successivo il primo ministro russo Mikhail Kasyanov ha firmato un decreto in tal senso. Ormai la Mir era ben oltre la fine della sua vita progettuale, e il direttore generale di Rosaviakosmos Yuri Koptev dichiarò che "uno qualsiasi dei suoi sistemi potrebbe guastarsi in qualsiasi momento". Si decise quindi di deorbitarla finché era ancora in funzione, piuttosto che rischiare che cadesse fuori controllo sulla Terra, come Skylab nel 1979 e Salyut 7 nel 1991, con il rischio di far cadere detriti su un'area popolata.

## Procedura

Percorso di rientro della Mir.

Il Gruppo di monitoraggio per il deorbitamento della Mir, i cui membri operavano nel Centro di controllo missione russo (RMCC) e nel Centro europeo per le operazioni spaziali (ESOC), monitorava l'intera fase dinamica della operazione. A causa della massiccia presenza dei media durante le fasi finali della operazione fu necessario l'utilizzo di entrambe le sale di controllo RMCC a Mosca. I rapporti furono trasmessi in tempo reale dal RMCC tramite teleconferenza durante ogni accensione dei razzi ai portavoce dell'ESA e ai rappresentanti delle agenzie nazionali, anche le trasmissioni video da RMCC sono state messe a disposizione di ESOC.
Per abbassare il perigeo della Mir a un'altitudine di 160 chilometri (99 mi) sopra la superficie terrestre, sono state impiegate, a intervalli di circa 90 minuti, due delle tre propulsioni previste del Progress M1-5. A 100 chilometri (62 mi) di altitudine si è verificato un forte impatto con l'atmosfera che ha strappato i componenti esterni più leggeri dalla Mir. Ad un'altitudine di 90 chilometri (56 mi) il riscaldamento della fusoliera della Mir ha prodotto un alone luminoso di plasma caldo. Quasi contemporaneamente, la struttura si è spezzata e alcuni elementi della Mir, circondati dal plasma, erano visibili dalle Figi con il cielo serale sullo sfondo. Le immagini televisive sono state trasmesse in tutto il mondo a pochi minuti dall'evento. L'intero processo è durato dalle 16:20 alle 20:29 ora solare locale. Una breve conferenza stampa si è tenuta in RMCC per coprire la fase finale della deorbitazione.
Una dichiarazione ufficiale ha annunciato che Mir "ha cessato di esistere" alle 05:59:24 GMT. Il tracciamento finale della Mir è stato seguito da un sito dell'esercito degli Stati Uniti sull'atollo di Kwajalein. L'Agenzia spaziale europea, il ministero federale tedesco della difesa e la NASA hanno fornito supporto durante l'orbita finale della Mir e il suo rientro.

## Detriti
All'epoca, la Mir era il più grande oggetto spaziale mai rientrato nell'atmosfera terrestre, e si temeva che pezzi voluminosi di detriti, in particolare provenienti dai gruppi di attracco, dalle girodinamiche e dalla struttura esterna, potessero sopravvivere al rientro. Durante il periodo di caduta dei detriti, la Nuova Zelanda ha lanciato avvisi internazionali alle navi e agli aerei che viaggiano nell'area del Pacifico meridionale. Il vicedirettore dell'autorità neozelandese per la sicurezza marittima, Tony Martin, ha dichiarato che le probabilità che i detriti colpiscano le navi sarebbero state molto ridotte. Una situazione simile si è verificata in Giappone, i cui residenti sono stati avvertiti di rimanere in casa nei quaranta minuti in cui è più probabile che i detriti cadano. I funzionari locali hanno ammesso che le probabilità di un incidente erano molto basse. La posizione di Mir annunciata dopo il rientro era di 40°S 160°W nell'Oceano Pacifico meridionale. I detriti si sono sparsi per circa ±1.500 chilometri (930 miglia) lungo la scia e per ±100 chilometri (62 miglia) lateralmente, ridotti rispetto alla stima precedente a causa dell'angolo di rientro più inclinato.